# Могучие утята (фильм)
«Могучие утята» (англ. The Mighty Ducks) — кинофильм, снятый Walt Disney Pictures. Тематика и коммерческий успех фильма стали одной из ключевых причин того, что клуб НХЛ, созданный в 1993 году в Анахайме по инициативе The Walt Disney Company, получил название «Майти Дакс оф Анахайм» (с 2006 года — «Анахайм Дакс»).

## Сюжет
Гордон Бомбей — успешный адвокат, которого коллеги-юристы не уважают за стремление выиграть дело в суде любой ценой (он нередко прибегает к грязным приёмам). Его ловят за рулём в нетрезвом виде и приговаривают к 500 часам общественных работ. На таком приговоре настоял его начальник, который желает, чтобы Бомбей научился играть честно и заботиться не только о себе. Бомбея назначают тренером детской хоккейной команды, поскольку он сам в раннем детстве играл в хоккей. Ему предстоит сделать из неумелых мальчишек, гоняющих шайбу, профессиональных хоккейных бойцов. Заодно он попытается избавиться от дурных воспоминаний, когда он в финале чемпионата штата среди юношей 1973 года рождения не забил решающий буллит.

## В ролях
- Эмилио Эстевес — Гордон Бомбей
- Джошуа Джексон — Чарли Конуэй
- Винсент А. Ларуссо — Адам Бэнкс
- Брэндон Адамс — Джесси Холл
- Джусси Смоллетт — Терри Холл
- Мэтт Доэрти — Лестер Эйверман
- Шон Вейсс — Грег Голдберг
- Джей Ди Дэниелс — Питер Марк
- Аарон Шварц — Дэйв Карп
- Гаррет Хенсон — Ги (Гай) Жермейн
- Маргерит Моро — Конни Моро
- Элден Хенсон — Фултон Рид
- Хайди Клинг — Кейси Конуэй
- Джосс Экленд — Ханс
- Лейн Смит — тренер Джек Райли
- М. С. Гейни — Льюис
- В фильме эпизодические роли сыграли хоккеисты Майк Модано и Бэйзил Макрэй.
- Фильм спародирован в эпизоде «Кубок Стэнли» 2006 года мультсериала «Южный Парк».